# Peachia koreni
Peachia koreni is een zeeanemonensoort uit de familie Haloclavidae.
Peachia koreni is voor het eerst wetenschappelijk beschreven door McMurrich in 1893.